# Harold R. Tyler
Harold Russell Tyler, Jr. (* 14. Mai 1922 in Utica, New York; † 25. Mai 2005 in Manhattan, New York City) war ein amerikanischer Rechtsanwalt, Richter und Hochschullehrer, der zeitweise auch stellvertretender US Attorney General war.

## Leben
Nach dem Besuch der Phillips Exeter Academy studierte Tyler von 1939 bis 1943 an der Princeton University und schloss dieses Studium 1943 mit einem Bachelor of Arts (A.B.) ab. Anschließend leistete er von 1943 bis 1946 während des Zweiten Weltkrieges seinen Militärdienst in der US Army. Nach Beendigung seiner aktiven Militärdienstzeit studierte er Rechtswissenschaften an der Law School der Columbia University und erwarb dort 1949 einen Bachelor of Laws (LL.B.). Nach seiner darauf folgenden anwaltlichen Zulassung im Bundesstaat New York wurde er 1950 Rechtsanwalt, ehe er während des Koreakrieges zwischen 1951 und 1952 erneut in die US Army eintrat und dort zuletzt zum Hauptmann befördert wurde.
Nach einer anschließenden Tätigkeit als Rechtsanwalt war er von 1953 bis 1955 erst Assistent des US Attorney im Süddistrikt von New York und dann erneut Rechtsanwalt, wobei er zwischen 1957 und 1960 in der Anwaltskanzlei Gilbert & Segall tätig war. 1960 trat Tyler in den Regierungsdienst ein und war bis 1961 Assistant Attorney General und als solcher auch Leiter der Abteilung für Bürgerrechte (Civil Rights Division) im US-Justizministerium.
Danach war er zwischen 1961 und 1962 erst wieder Rechtsanwalt in der Kanzlei Gilbert & Segall sowie anschließend 13 Jahre lang bis 1975 Richter am US District Court für Süd-New York. Zeitgleich war er von 1965 bis 1974 außerplanmäßiger Professor (Adjunct Professor) an der Law School der New York University. Nach Beendigung seiner Richtertätigkeit war er während der Präsidentschaft von Gerald Ford zwischen 1975 und 1977 US Deputy General und damit stellvertretender US-Justizminister.
Danach wurde er 1977 Partner von Patterson, Belknap, Webb & Tyler , einer Anwaltskanzlei mit heute 200 Anwälten und Sitz in New York City. Während dieser Zeit engagierte er sich nicht nur in der American Bar Association, sondern war auch Ko-Vorsitzender des 1963 gegründeten Lawyer’s Committee for Civil Rights Under Law. Nach Beendigung seiner Partnerschaft bei Patterson, Belknap, Webb & Tyler im Jahr 1991, blieb er der Kanzlei als Berater bis zu seinem Tode verbunden. Darüber hinaus war er zeitweilig auch Trustee der Law School der New York University.